# Euscelidia gutianensis
Euscelidia gutianensis är en tvåvingeart som beskrevs av Shi 1995. Euscelidia gutianensis ingår i släktet Euscelidia och familjen rovflugor.
Artens utbredningsområde är Zhejiang (Kina). Inga underarter finns listade i Catalogue of Life.